# Ross Price
Ross Price (* 19. Februar 1929) ist ein ehemaliger australischer Sprinter.
Bei den British Empire Games 1950 in Auckland wurde er über 440 Yards Fünfter und siegte mit der australischen 4-mal-440-Yards-Stafette.